# Atez/Atetz
Atez/Atetz (spanisch Atez, baskisch Atetz) ist eine Gemeinde (municipio) mit 216 Einwohnern (Stand: 2024) in der autonomen Gemeinschaft Navarra im Norden von Spanien. Die Gemeinde besteht aus den Ortschaften Arostegui, Ciganda, Labaso, Berasáin, Iriberri, Beunza, Beunza-Larrea, Eguaras, Eguíllor und Erice sowie der Wüstung Amaláin. Der Verwaltungssitz befindet sich in Erice (baskisch: Eritzegoiti).

## Lage und Klima
Atez/Atetz liegt in ca. 570 m Höhe und ist ca. 15 Kilometer (Fahrtstrecke) in nordnordwestlicher Richtung vom Stadtzentrum der Regionalhauptstadt Pamplona entfernt. Das Klima ist gemäßigt bis warm.

## Bevölkerungsentwicklung
| Jahr      | 1970 | 1981 | 1991 | 2001 | 2011 | 2021 |
| Einwohner | 199  | 190  | 194  | 221  | 237  | 221  |